# Basiprionota joloana
Basiprionota joloana es un coleóptero de la familia Chrysomelidae.
Fue descrita científicamente por primera vez en 1925 por Spaeth.